# 고방부자상
《고방부자상》(중국어 간체자: 孤芳不自赏, 정체자: 孤芳不自賞, 병음: Gū fāng bù zì shǎng 구팡부쯔상[*], General and I 제너럴 앤 아이[*])은 2017년
방송되었던 중국의 텔레비전 드라마이다.

## 소개
- 엇갈린 세력의 남녀 주인공이 서로의 책략으로 겨루고 해치게 되지만 오히려 점점 사랑에 빠지는 무협 로맨스 드라마

## 등장 인물
- 종한량 : 초북첩 (楚北捷) 역
- 안젤라베이비 : 백빙정 (白娉婷) 역
- 간팅팅 : 요천공주 (耀天公主) 역
- 쑨이저우 : 하협 (何俠) 역
- 위보 : 사마홍 (司馬弘) 역
- 마디나 메메트 : 양봉 (陽鳳) 역
- 덩사 : 장운아 (張芸兒) 역